# آلبرشت فون هاگن

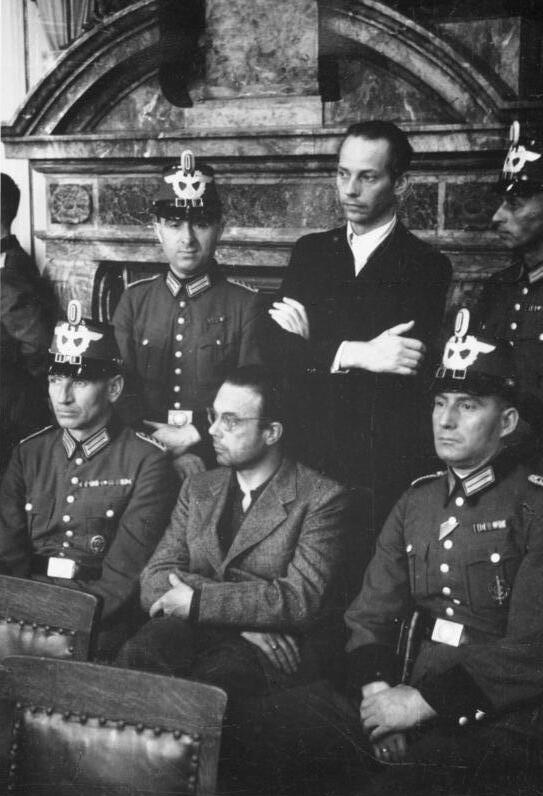
آلبرشت فون هاگن در دادگاه خلق(نشسته در وسط)

آلبرشت فون هاگن(به آلمانی: Albrecht von Hagen) (۱۱ مارس ۱۹۰۴ - ۸ اوت ۱۹۴۴) یک حقوق دان آلمانی و مبارز مقاومت در زمان رژیم نازی بود. 

## زندگی
هاگن در لانگن، پومرانیا، در کاخ خانواده اشرافی شرقی براندنبورگ-پومرانیایی زاده شد. او در هایدلبرگ به تحصیل حقوق پرداخت و به انجمن دانشجویی "کورپس ساکسو-بوروسیا هایدلبرگ" پیوست . در کنیگسبرگ، کار خود را آغاز کرد، در طرح کمک به مناطق شرقی (برنامه جمهوری وایمار برای توسعه اقتصاد کشاورزی در شرق آلمان) شرکت داشت و در یک بانک خصوصی کار کرد. او به طور داوطلبانه در سال ۱۹۳۵، در دوره های آموزشی افسری ورماخت شرکت کرد، بعد از شروع جنگ جهانی دوم، به عنوان یک ستوان وارد نیروهای ذخیره نظامی شد. در طول یک ماموریت در نبرد آفریقا، که به او سپرده شده بود، با کلاوس گراف شنک فون اشتاوفنبرگ آشنا شد و تحت تأثیر او به جنبش مقاومت علیه نازی ها پیوست. توطئه گران به هاگن پستی در فرماندهی عالی ورماخت دادند، او در آنجا مسئول ارائه خدمات پیامرسانی بین مقامات نظامی مستقر در برلین و مقر اصلی پیشوا "آشیانه گرگ" (پناهگاه نظامی مخفی هیتلر در نزدیکی راستنبورگ در پروس شرقی) بود.
در ماه مه ۱۹۴۴، هاگن به همراه یواخیم کون، مواد منفجرهای که در تلاش برای کشتن هیتلر قرار بود استفاده شود، را تهیه کردند. این مواد توسط هلموت اشتیف به کلاوس فون اشتاوفنبرگ تحویل داده شد که آن را در حمله به آشیانه گرگ در تاریخ ۲۰ ژوئیه ۱۹۴۴ استفاده کرد.
فون هاگن بلافاصله پس از تلاش ناموفق برای ترور پیشوا دستگیر شد. چند روز بعد، خانواده او نیز دستگیر شدند. در تاریخ ۸ اوت ۱۹۴۴، دادگاه خلق او را در یک جلسه دادگاه نمایشی به اعدام محکوم کرد و فون هاگن همان روز در زندان پلوتزنزه در برلین به دار آویخته شد. در نامه وداع خود به همسرش، این جمله ثبت شده است:
... با سرنوشت خودم نمی‌توانم به جنگ و جدل بپردازم.
فون هاگن یک شوالیه افتخاری پیرو یوحنای قدیس بود.

## ادبیات
کتابی با عنوان نمی توانم با سرنوشتم جدال کنم، به قلم آلبرشت داگمار در مورد زندگی او چاپ شده است.